# Luis Huenchul
Luis Huenchul Vera (Los Lagos, Chile; 24 de febrero de 1974) es un jinete chileno de rodeo. Fue campeón nacional de Chile junto a Felipe Undurraga en el Campeonato Nacional de Rodeo de 2024 al realizar 41 puntos, montando a las yeguas "Favela" y "Huasteca".
Oriundo del sur de Chile, llegó a la provincia de Colchagua a trabajar en el Criadero Doña Dominga donde ha alcanzado sus máximos logros deportivos. Además de campeón nacional de rodeo, ha sido considerado mejor jinete de su asociación.
Antes de consolidarse como jinete pasó por todas las labores propias del rodeo, fue petisero, amansador y ayudante de arreglador.
Su primera gran actuación en un nacional fue junto a Eugenio Navarrete en el Campeonato Nacional de Rodeo de 1998, cuando obtuvieron el tercer lugar montando a "Ganchito Espectacular" y "Venenoso" con 30 puntos. En 2001 y 2002 también fue tercero, esta vez junto a su compañero de muchos años, Diego Pacheco. Antes de su triunfo en 2024 estuvo en reiteradas oportunidades en el cuarto animal, además de estar presente en el ranking de honor por más de veinte años.

## Campeonatos Nacionales
| Año  | Collera          | Caballos              | Puntaje | Asociación |
| ---- | ---------------- | --------------------- | ------- | ---------- |
| 2024 | Felipe Undurraga | "Favela" y "Huasteca" | 41      | Colchagua  |

### Terceros campeonatos
- 1998: junto con Eugenio Navarrete, montando a "Ganchito Espectacular" y "Venenoso" con 30 puntos.
- 2001: junto con Diego Pacheco, montando a "Orayón" y "Plebiscito" con 34 puntos.
- 2002: junto con Diego Pacheco, montando a "Soledá" y "Pituca" con 30 puntos.